# Lorenzo Pericás Ferrer
Lorenzo Pericás Ferrer Alcoy (Alicante) 1868-Alicante 1912. Fue un pintor español del siglo XIX y el siglo XX. A pesar de ser alcoyano de nacimiento se crio, vivió y murió en la ciudad de Alicante.
De su pintura podemos decir que siguiendo los cánones de su maestro y amigo, Lorenzo Casanova, manejó bien los claroscuros y el uso de colores intensos, abordó el retrato, dominó la reproducción de flores y supo abordar la pintura costumbrista, relegando siempre el paisaje (las pocas veces que lo pintó) a un segundo plano, tras las secuencias de la vida de la gente sencilla que captó magistralmente.

## Biografía
De familia muy humilde, era hijo de un hojalatero. Pronto destacó por su inteligencia y su innata afición a la pintura. Se formó en la Academia de Bellas Artes del pintor alcoyano Lorenzo Casanova Ruiz quien lo tomó bajo su manto protector en 1885, también alcoyano, también introvertido.
En 1890 obtuvo beca de la Diputación junto con sus compañeros Vicente Bañuls, José López, Rafael Hernández para continuar estudiando en la Academia de Casanova, donde se convertiría en el alumno más aventajado del grupo.
Participó en la Magna Exposición Provincia de 1894 que organizó la Sociedad Económica de Amigos del País que fue instalada en el Teatro Principal junto con treinta y siete pintores alicantinos, treinta y dos valencianos y otros tantos de Barcelona, Cádiz, Madrid y Murcia. Triunfaron los de la escuela casanovista: Bañuls medalla de oro en escultura -Fernando Cabrera Cantó en Pintura-; Pericás medalla de plata y Heliodoro Guillén Pedemonti, también medalla de plata, y Adelardo Parrilla diploma. Serían las estrellas del evento Joaquín Sorolla y Ignacio Pinazo, tal y como recordó la importante revista de la capital de España “La Ilustración Española y Americana”.

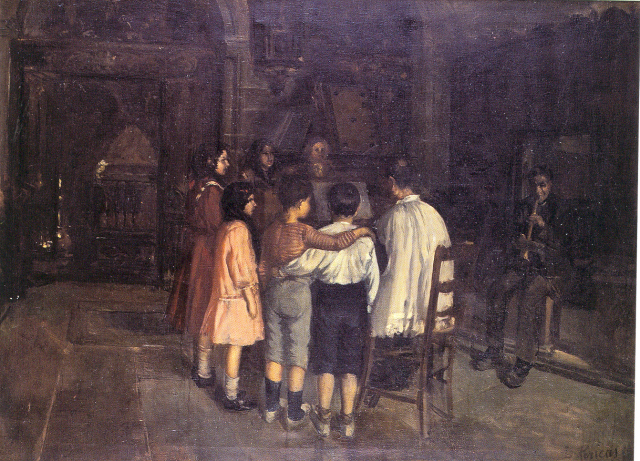
Ensayando una Misa

Conocidas pinturas suyas son “Ensayando una misa” I y II, pintados en la sacristía de la Iglesia de Santa María de Alicante o en su entrada, junto al altar mayor. Forman parte de la colección de la Caja de Ahorros Provincial y de la Diputación de Alicante o de colecciones particulares, como “Corrillo tras la boda”; también “El lañador” (Diputación de Alicante) en plena reparación de cazuelas, para el Orfeón de Alicante; “Carreteros en la Venta de Mutxamel”, colección particular; “Alicantino” y “Alicantina”, Diputación de Alicante; la mayor parte de los frescos del Casino de Alicante; El relojero, colección particular; Niños y flores de la Caja de Ahorros de Alicante; Retrato de una dama, uno de colección particular y otro del Ayuntamiento de Alcoy; “Gitana” de la Caja y en la Diputación de Alicante; “Valencianas en el jardín” del Círculo Industrial de Alcoy; “De cháchara. Puerto de Alicante”, colección particular; los tapices del palacete de los condes de Gómez-Tortosa (pontificio) en Novelda hoy propiedad municipal y un sinfín de bodegones, flores, retratos…, con una elaborada técnica de la que no quiso desprenderse y evolucionar, pintó dentro del Romanticismo, con toques impresionistas.
Se presume que a la muerte de su mentor, el pintor Lorenzo Casanova, acaecida en marzo de 1900 se hizo cargo de su Academia de Bellas Artes.
Persona de salud precaria, sin duda debido a las estrecheces pasadas durante su niñez, sufrió una virulenta enfermedad progresiva que le impedía la movilidad, especialmente terrible para un pintor cuando afectaba a sus manos como era su caso.
Gracias al escritor Gabriel Miró, antiguo alumno de la Academia, pudo subsistir sus últimos años llegando incluso a hacer un llamamiento público para que se organizase una campaña de recogida de fondos para ayudarle a Pericás a sobrevivir pues la enfermedad ya no le permitía trabajar.
Falleció a la edad de 44 años en Alicante, y recibió una mención honorífica póstuma en la Exposición Nacional de 1912.